# デイ・トリップ
『デイ・トリップ』（Day Trip）は、アメリカ合衆国のギタリスト、パット・メセニーが2005年に録音、2008年に発表したスタジオ・アルバム。

## 背景
メセニー、クリスチャン・マクブライド、アントニオ・サンチェスによるトリオのアメリカ・ツアーの合間に録音された。「サン・オブ・サーティーン」と「スノーヴァ」は、元々はメセニーがアレックス・シピアギンのアルバム『Returning』（2005年）に提供した曲で、「ザ・レッド・ワン」はジョン・スコフィールドとのコラボレーション・アルバム『ジョン・スコフィールド&パット・メセニー』（1994年）で発表した曲の再演である。

## 反響・評価
母国アメリカの総合アルバム・チャートBillboard 200では、2008年2月16日に138位を記録し、『ビルボード』のジャズ・アルバム・チャートでは3位に達した。イタリアでは、2008年1月31日付のアルバム・チャートで18位を記録した。
John Fordhamは「ガーディアン」紙のレビューで5点満点中4点を付け「序盤ではポスト・バップ系にありがちな罠（過剰なテクニックと凝りすぎたテーマ）に嵌っているが、ほどなくメンバー3人による嬉々とした即興演奏に行き着いている」と評している。

## トラック・リスト
全曲ともパット・メセニー作曲。7.は日本盤ボーナス・トラック。
| #   | タイトル                                                        | 作詞 | 作曲・編曲 | 時間 |
| --- | --------------------------------------------------------------- | ---- | ---------- | ---- |
| 1.  | 「サン・オブ・サーティーン - "Son of Thirteen"」                |      |            | 5:49 |
| 2.  | 「アット・ラスト・ユーアー・ヒア - "At Last You're Here"」      |      |            | 7:59 |
| 3.  | 「レッツ・ムーヴ - "Let's Move"」                               |      |            | 5:22 |
| 4.  | 「スノーヴァ - "Snova"」                                        |      |            | 5:56 |
| 5.  | 「カルヴァンズ・キーズ - "Calvin's Keys"」                      |      |            | 7:25 |
| 6.  | 「イズ・ディス・アメリカ? - "Is This America? (Katrina 2005)"」 |      |            | 4:34 |
| 7.  | 「ワットノット - "Whatnot"」                                    |      |            | 7:36 |
| 8.  | 「ホェン・ウィー・ワー・フリー - "When We Were Free"」          |      |            | 9:28 |
| 9.  | 「ドリーミング・トゥリーズ - "Dreaming Trees"」                 |      |            | 7:46 |
| 10. | 「ザ・レッド・ワン - "The Red One"」                            |      |            | 4:47 |
| 11. | 「デイ・トリップ - "Day Trip"」                                 |      |            | 9:03 |

## パーソネル
- パット・メセニー - ギター
- クリスチャン・マクブライド - ベース
- アントニオ・サンチェス - ドラムス